# المجر (المسيمير)

تعديل مصدري - تعديل

المجر هي إحدى قرى عزلة المسيمير بمديرية المسيمير التابعة لمحافظة لحج، بلغ تعداد سكانها 227 نسمة حسب تعداد اليمن لعام 2004.